# Bertrand van Rains
Bertrand van Rains, of Bertrand de Valsaard, of Bertrand Trekkebeen, ook bekend als de Valse Boudewijn, was een kluizenaar in de 13e eeuw. Hij gaf zich uit voor de verdwenen keizer Boudewijn van Constantinopel (die tevens als Boudewijn IX in Vlaanderen en Boudewijn VI in Henegouwen had geheerst). Hij ontketende haast een burgeroorlog in de graafschappen Vlaanderen en Henegouwen, ten tijde van de regering van Boudewijns dochter, gravin Johanna.

## Optreden van Bertrand
Bertrand was een kluizenaar en leefde in Noord-Franse bossen. Hij trok naar Valencijn en Rijsel en andere steden in de twee graafschappen. Hij verkondigde dat hij de verdwenen graaf Boudewijn was en toonde bewijzen hiervoor. Van graaf Boudewijn was immers niets meer vernomen sinds zijn vertrek naar Constantinopel; er was nooit een begrafenisdienst geweest. Boudewijns dochter en opvolger Johanna stuurde gezanten naar Bertrand. Deze gezanten geraakten overtuigd dat het de verdwenen graaf Boudewijn was. Het nieuws ging rond als een lopend vuurtje. Bertrand sloeg medestanders tot ridder. De hertog van Brabant Hendrik I en de koning van Engeland stuurden gezanten naar Bertrand. De geestdrift van de "hofhouding" rond Bertrand lokte mensen aan die gravin Johanna wilden afzetten. Het proletariaat in de Vlaamse en Henegouwse steden kwam in opstand, omdat ze meenden dat de teruggekeerde graaf goudstukken uit het Heilig Land uitdeelde. 
De suzerein van gravin Johanna, koning Lodewijk VIII van Frankrijk, stuurde ook gezanten naar Bertrand. De Franse gezanten waren niet overtuigd dat Bertrand graaf Boudewijn was, maar vonden hem een regelrechte bedrieger. Eén Franse bisschop meende zelfs dat hij Bertrand herkende van vroegere goocheltrucs op jaarmarkten.

## Repressie en taksen
Gravin Johanna zag een burgeroorlog groeien tegen haar gezag. Een deel van de Vlaams-Henegouwse adel en de stedelingen wilden haar weg, want zij was een usurpator. Johanna vroeg koning Filips Augustus om militaire hulp. De Franse koning liet zich goed betalen en sloeg de opstand neer. Bertrand werd aan de schandpaal in Rijsel geplaatst en nadien, buiten de stadspoorten, aan de galg opgehangen. De gravin legde vervolgens extra belastingen op aan de opstandelingen in haar graafschappen. Met dit geld betaalde zij de Franse koning terug, sloot met hem de vrede van Melun en kocht haar man vrij, die de Franse koning in de gevangenis hield. Vlaanderen en Henegouwen werden strakker aan het Franse gezag gebonden.

## Literaire werken over Bertrand
Over Bertrand van Rains verhaalt Philippe Mouskes in zijn rijmende geschiedschrijving Chronique Rimée (13e eeuw). Deze rijmen werden in de 19e eeuw heruitgegeven door baron Frédéric de Reiffenberg. Naast nog andere auteurs, hernam Baron Jules de Saint-Genois specifiek dit verhaal van Bertrand in een apart boek. Het verhaal bevat opvallende elementen zoals de welbespraaktheid van Bertrand, de goedgelovigheid van toehoorders, het opportunisme van malcontenten die gravin Johanna willen afzetten alsook de twijfel van Johanna dat ze mogelijk een vadermoord begaat.